# 赖恩斯费尔德
赖恩斯费尔德是德国莱茵兰-普法尔茨州的一个市镇。总面积19.77平方公里，总人口2287人，其中男性1082人，女性1205人（2011年12月31日），人口密度116人/平方公里。